# Mini Metro

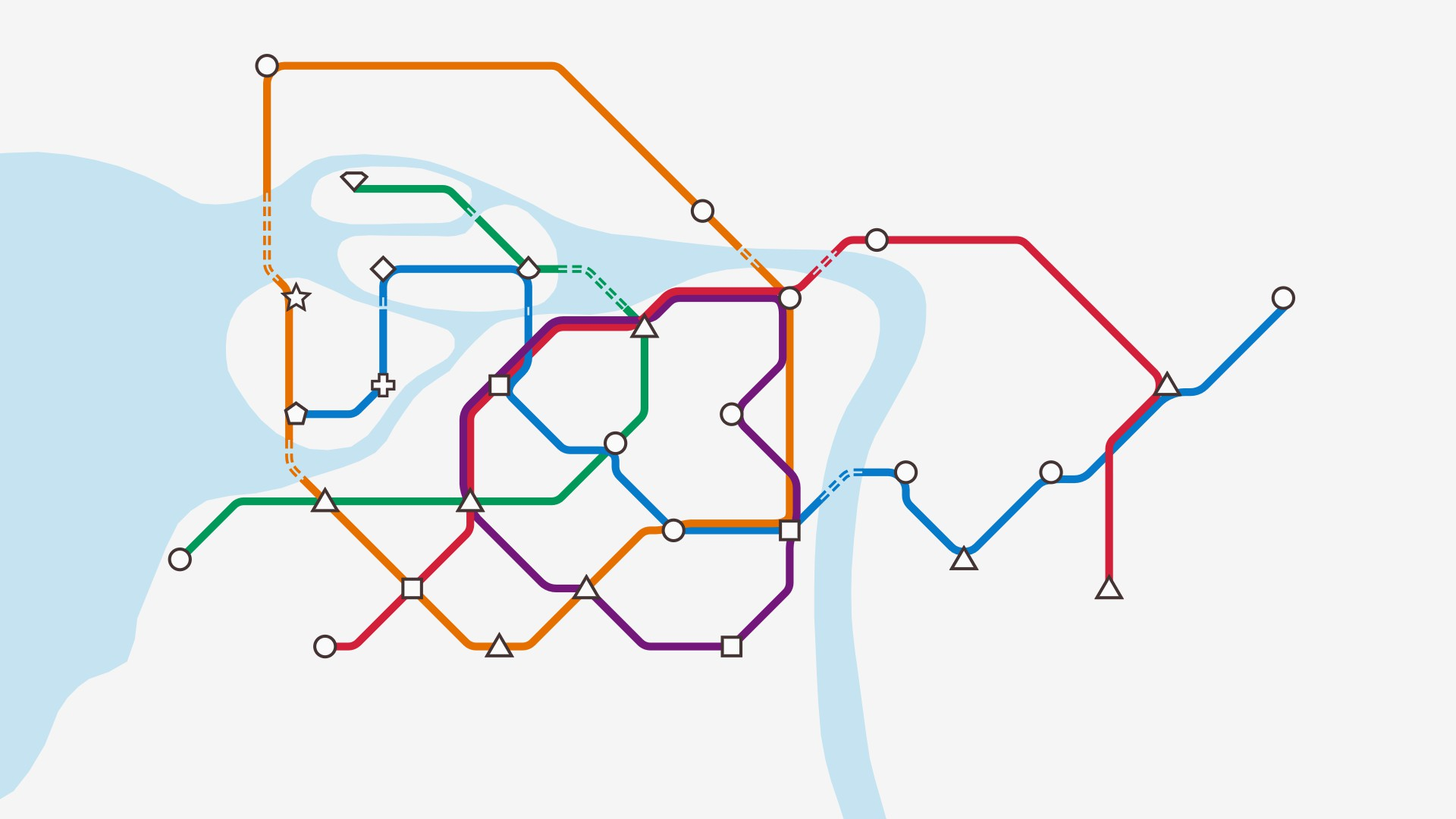
San Francisco – ukázka jedné z map ve hře

Mini Metro je budovatelská strategická videohra vyvinutá nezávislým vývojářským týmem Dinosaur Polo Club z Nového Zélandu. Cílem hry je vybudovat efektivní síť metra pro rychle rostoucí město.Hráči ji budují spojováním stanic, tak aby se cestující, kteří jsou reprezentováni vždy určitým tvarem, dostali co nejefektivněji do stanice, která je vyznačena stejným tvarem. Každá herní mapa je vytvořena podle plánu skutečných světových měst. Náhodně generované stanice se při hře objevují postupně, s příbívajícími stanicemi tedy roste obtížnost dané úrovně. Vizuální styl hry využívá výrazné barvy a jednoduchou geometrii. Podobně jako vzhled je i hudba minimalistická – pouze dokresluje hráčovy rozhodnutí a naznačuje zvuky městské dopravy.
Původně bylo Mini Metro koncipováno pro soutěž ve vývoji videoher (anglicky Game Jam) v roce 2013. Vývojová verze hry byla komerčně vydána pro Linux, macOS a Windows v srpnu 2014. Plná verze pak byla vydána na PC v listopadu 2015, na platformy Android a iOS v říjnu 2016, na Nintendo Switch v srpnu 2018 a na PlayStation 4 v září 2019.
Tato hra se setkala s pozitivním ohlasem, pochvalou za intuitivní rozhraní, jednoduchou hratelnost a minimalistický přístup. V roce 2019 studio vydalo pokračování, hru Mini Motorways.

## Hratelnost
Hra začíná výběrem mapy města, ve které se bude hra odehrávat. Každá mapa je zobrazením skutečného města. Na začátku se na herním plánu objeví tři stanice. Jednotlivé stanice jsou reprezentovány různými tvary. Hráči propojují stanice kreslením čar mezi nimi a tím tvoří jednotlivé trasy metra, přičemž každá trasa je odlišena barvou. Cestující se náhodně objevují na stanicích a každý je taktéž označen tvarem, který identifikuje, na kterou stanici chce cestovat. Vlakové soupravy jezdí po trasách, které cestující dopraví na požadované stanice. Řeky, které procházejí mapou, v průběhu času způsobují, že se síť metra stává složitější a obtížněji spravovatelná. V pozdějším průběhu hry mohou stanice běžného tvaru změnit svůj tvar na vzácnější.

### Herní režimy

#### Normální
V herním režimu Normální může každá stanice pojmout pouze omezenou kapacitu čekajících cestujících a pokud stanice překročí tento limit, spustí se časovač. Pokud se časovač zaplní, hra končí. Pokud hráč před uplynutím limitu zvládne dostatečně snížit množství cestujících na dané stanici, časovač se postupně vypne. Aby se zmírnilo přeplnění sítě, hráči získávají na konci každého herního týdne vylepšení. Při každém vylepšení dostane hráč nový vlak a na výběr ze dvou náhodně vybraných speciálních nástrojů (tj. vagon, tunely, mosty atp.) Hru lze kdykoliv pozastavit, což umožní rekonstrukci a úpravy vlakových tras, nebo naopak zrychlit.

#### Nekonečný
Hráč si může buď při startu, nebo po neúspěchu zapnout Nekonečný režim, díky čemuž získají stanice neomezenou kapacitu a hráč tak může hrát "donekonečna".

#### Extrémní
V Extrémním herním režimu nelze nakreslené linky mezi stanicemi upravovat, jakmile jsou jednou nakresleny.

#### Kreativní
V roce 2018 byl přidán Kreativní herní režim, který umožňuje hráčům vytvářet, upravovat a přidávat stanice ve hře. Tento herní režim používá pomocnou mřížku pro úpravu umístění stanic a dává hráči téměř neomezené množství vlaků, vagonů, tunelů/mostů a jiných vylepšení.